# Gare de Rosières-aux-Salines
Ne doit pas être confondu avec Gare de Rosières.
La gare de Rosières-aux-Salines est une gare ferroviaire française de la ligne de Noisy-le-Sec à Strasbourg-Ville (Paris – Strasbourg), située sur le territoire de la commune de Dombasle-sur-Meurthe, à proximité de Rosières-aux-Salines, dans le département de Meurthe-et-Moselle, en région Grand Est.
C'est une halte voyageurs de la Société nationale des chemins de fer français (SNCF), desservie par des trains TER Grand Est.

## Situation ferroviaire
Établie à 208 mètres d'altitude, la gare de Rosières-aux-Salines est située au point kilométrique (PK) 370,143 de la ligne de Noisy-le-Sec à Strasbourg-Ville, entre les gares de Dombasle-sur-Meurthe et de Blainville - Damelevières et au PK 42,919 de la ligne de Toul à Rosières-aux-Salines (partiellement non exploitée).

## Histoire
En 1852, la Compagnie du chemin de fer de Paris à Strasbourg construisit un bâtiment voyageurs de type 5 à Rosières-aux-Salines. La gare possédait aussi une double halle à marchandises.
Ce bâtiment a depuis disparu[Quand ?] ; les seules installations à disposition des voyageurs sont un abri préfabriqué et un abri plus grand qui faisait face à l'ancienne gare.

## Fréquentation
De 2015 à 2024, selon les estimations de la SNCF, la fréquentation annuelle de la gare s'élève aux nombres indiqués dans le tableau ci-dessous.
| Année                      | 2015    | 2016    | 2017    | 2018    | 2019    | 2020    | 2021    | 2022    | 2023    | 2024    |
| -------------------------- | ------- | ------- | ------- | ------- | ------- | ------- | ------- | ------- | ------- | ------- |
| Voyageurs                  | 154 662 | 168 320 | 164 023 | 175 444 | 207 023 | 196 168 | 199 758 | 237 705 | 306 965 | 324 840 |
| Voyageurs et non voyageurs | 192 328 | 210 400 | 205 028 | 219 305 | 258 904 | 245 210 | 249 698 | 297 131 | 383 707 | 406 050 |

## Service des voyageurs

### Accueil
Halte SNCF c'est un point d'arrêt non géré (PANG) à entrée libre. Elle est équipée de deux quais munis chacun d'un abri.
Une passerelle permet la traversée des voies et le passage d'un quai à l'autre.

### Desserte
Rosières-aux-Salines est desservie par des trains TER Grand Est qui effectuent des missions entre les gares de Nancy-Ville et de Lunéville, ou de Saint-Dié-des-Vosges.

### Intermodalité
Un parking non aménagé est présent près de l'entrée de la halte. 